# Kulltjärnet, Dalsland
Kulltjärnet är en sjö i Bengtsfors kommun i Dalsland och ingår i Göta älvs huvudavrinningsområde. Sjön har en area på 0,104 kvadratkilometer och ligger 194,5 meter över havet.

## Delavrinningsområde
Kulltjärnet ingår i det delavrinningsområde (654271-130327) som SMHI kallar för Ovan 654114-130379. Medelhöjden är 196 meter över havet och ytan är 3,01 kvadratkilometer. Det finns inga avrinningsområden uppströms utan avrinningsområdet är högsta punkten. Vattendraget som avvattnar avrinningsområdet har biflödesordning 3, vilket innebär att vattnet flödar genom totalt 3 vattendrag innan det når havet efter 186 kilometer. Avrinningsområdet består mestadels av skog (96 procent). Avrinningsområdet har 0,11 kvadratkilometer vattenytor vilket ger det en sjöprocent på 3,5 procent.